# Royaucourt
Royaucourt ist eine französische Gemeinde mit 211 Einwohnern (Stand: 1. Januar 2022) im Département Oise in der Region Hauts-de-France. Sie gehört zum Arrondissement Clermont und zum Kanton Estrées-Saint-Denis. Die Einwohner werden Tricotois genannt.

## Geographie
Die Gemeinde Royaucourt liegt an der Grenze zum Département Somme, etwa 30 Kilometer nordwestlich von Compiègne. Im Osten begrenzt der Fluss Trois Doms die Gemeinde. Umgeben wird Royaucourt von den Nachbargemeinden Mesnil-Saint-Georges im Norden, Ayencourt im Norden und Nordosten, Rubescourt im Osten, Domfront im Südosten, Dompierre und Ferrières im Süden sowie Welles-Pérennes im Westen.

## Bevölkerungsentwicklung
| Jahr                       | 1962 | 1968 | 1975 | 1982 | 1990 | 1999 | 2006 | 2012 | 2021 |
| Einwohner                  | 232  | 178  | 151  | 123  | 177  | 192  | 215  | 209  | 206  |
| Quellen: Cassini und INSEE |      |      |      |      |      |      |      |      |      |

## Sehenswürdigkeiten
- Kirche Saint-Jean-Baptiste aus dem 16. Jahrhundert
- Kirche Saint-Aquilin
- Wasserturm

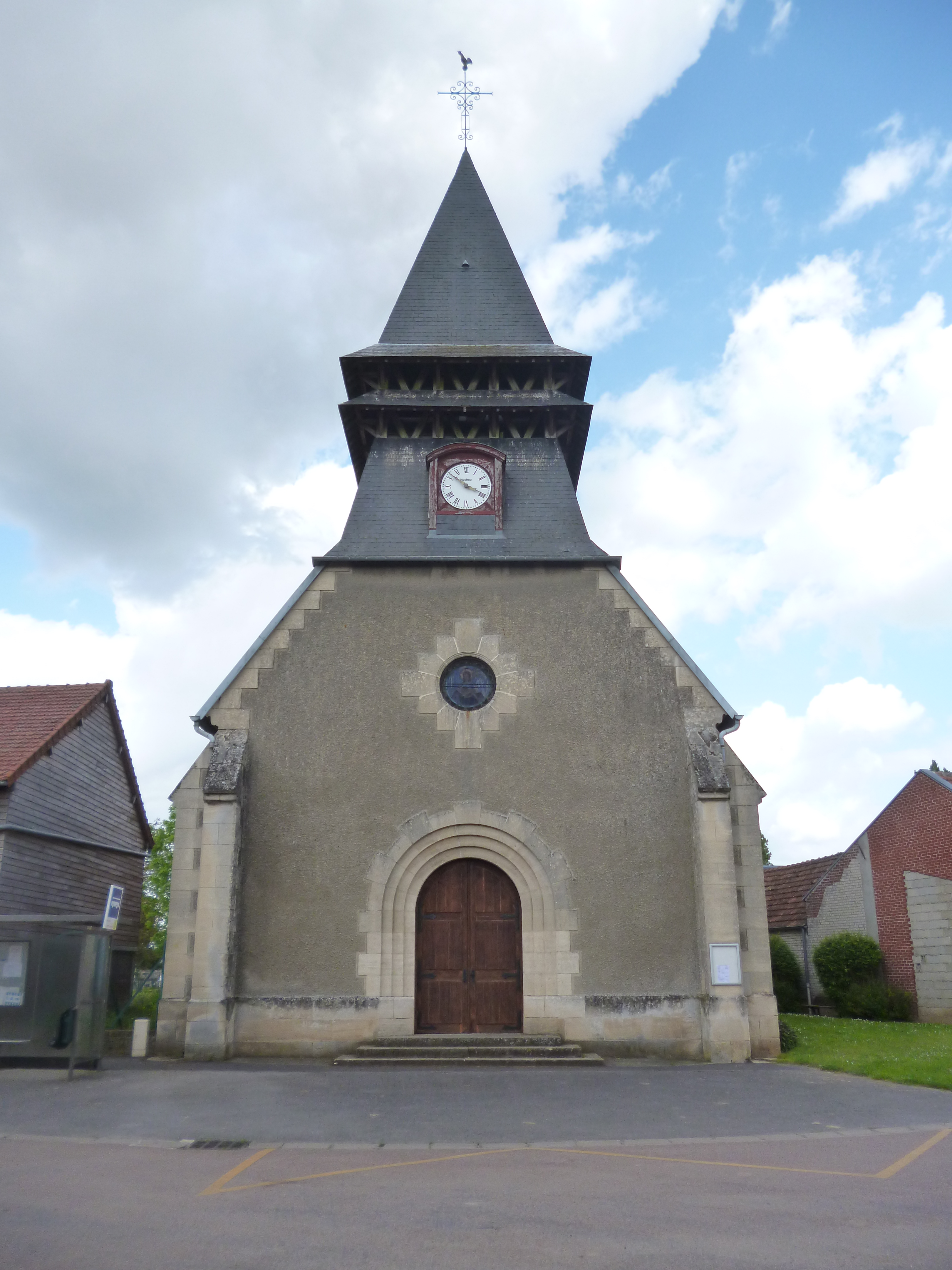
Kirche Saint-Jean-Baptiste
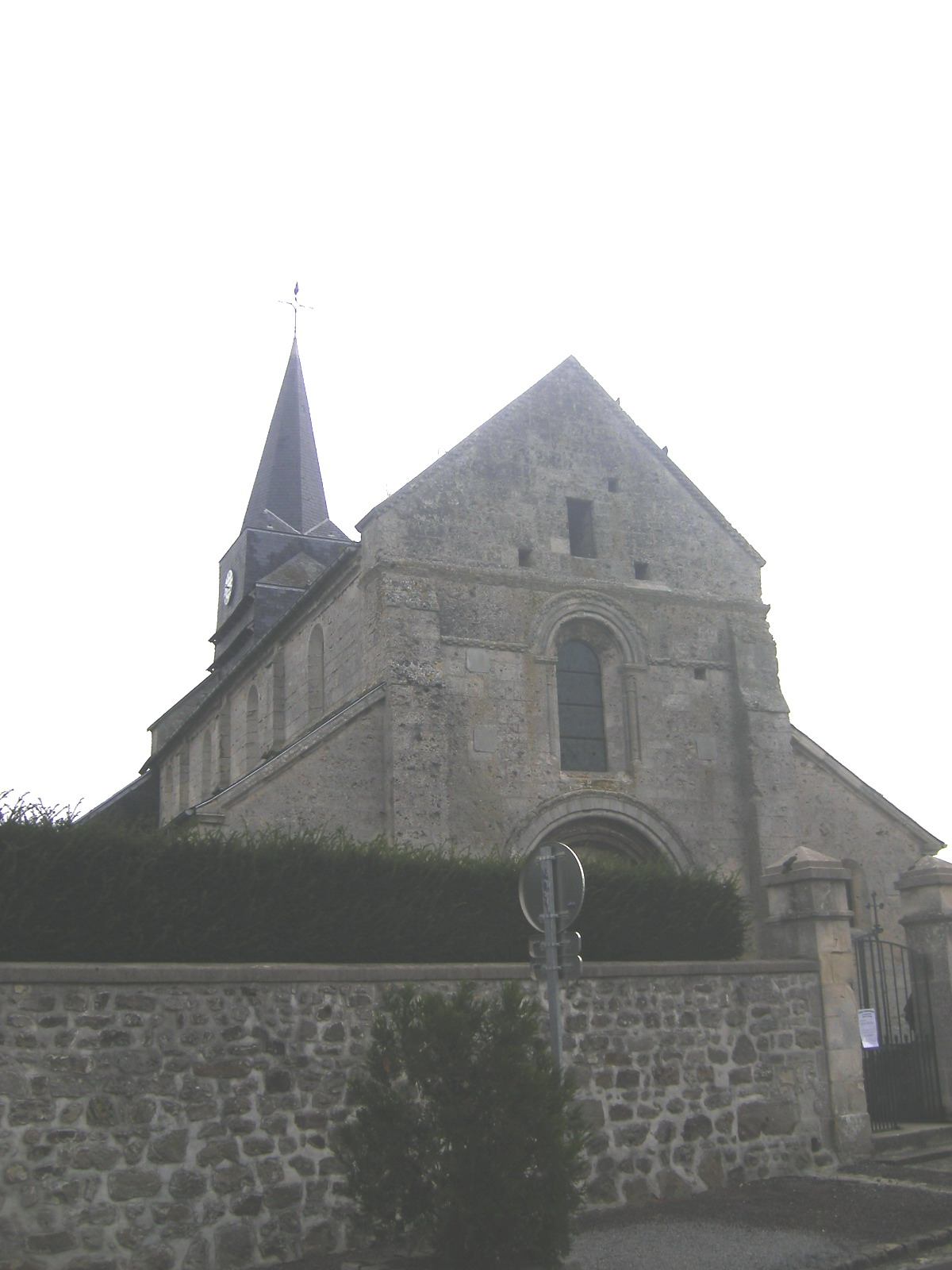
Kirche Saint-Aquilin
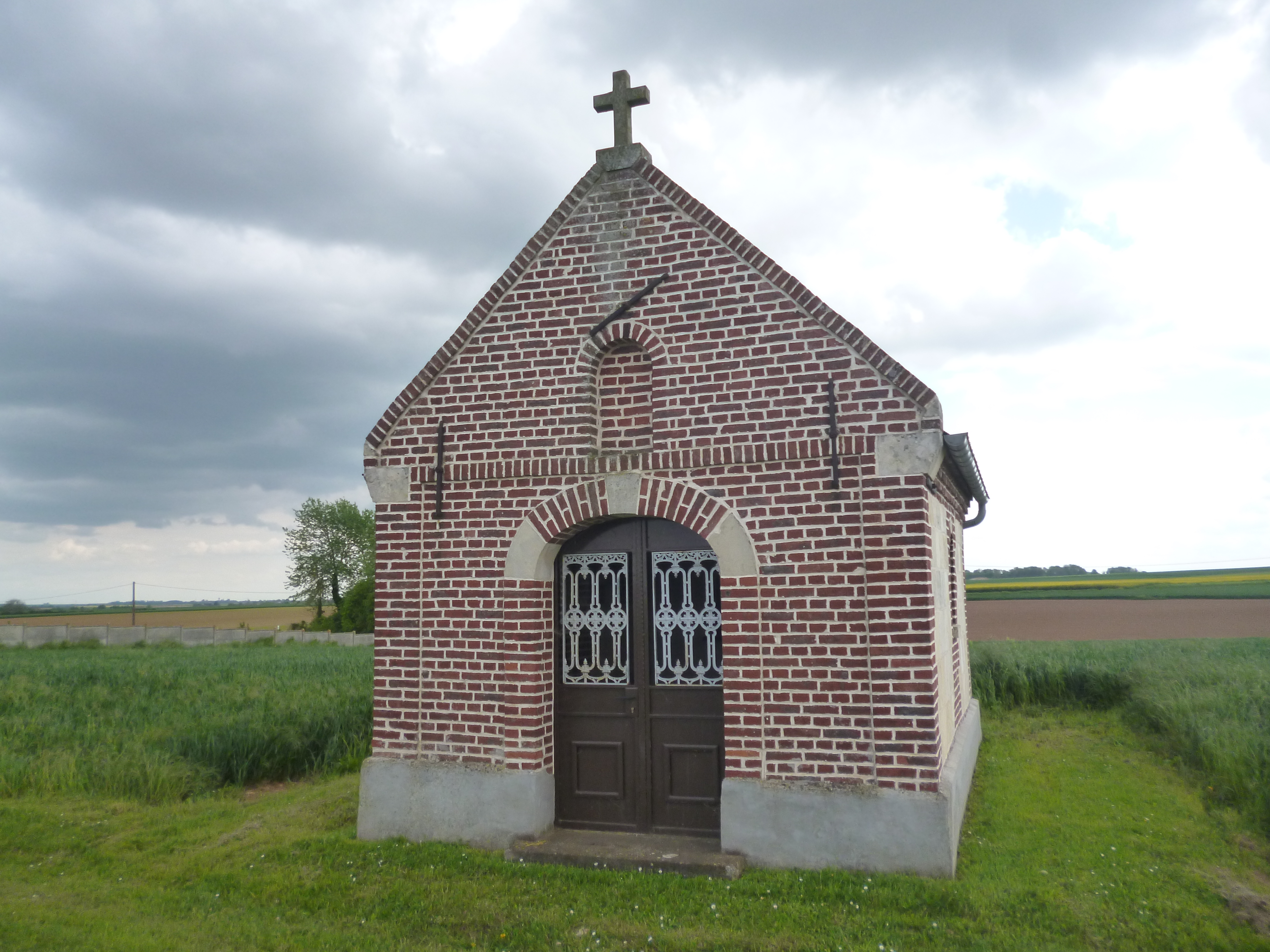
Oratorium
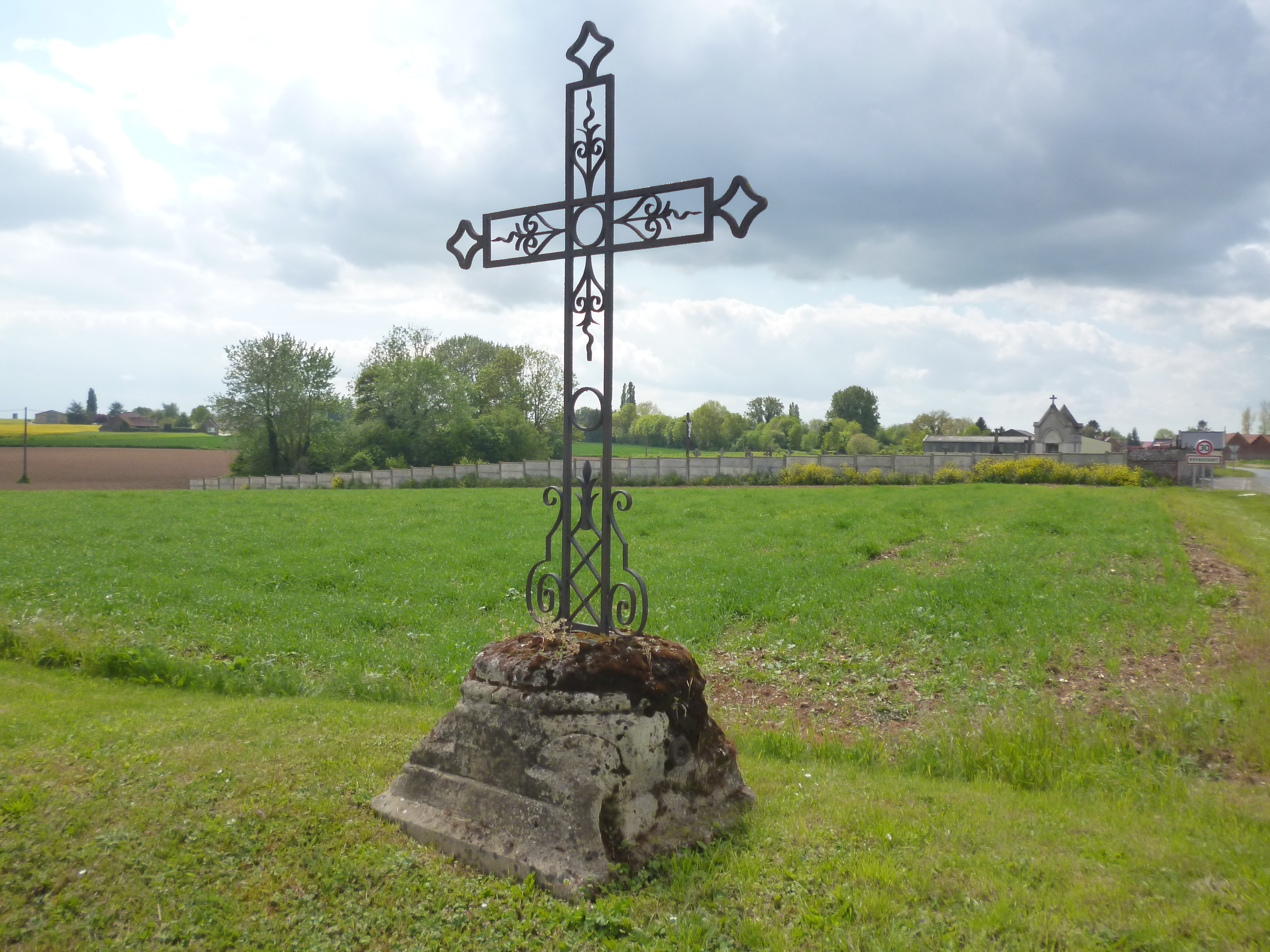
Kruzifix
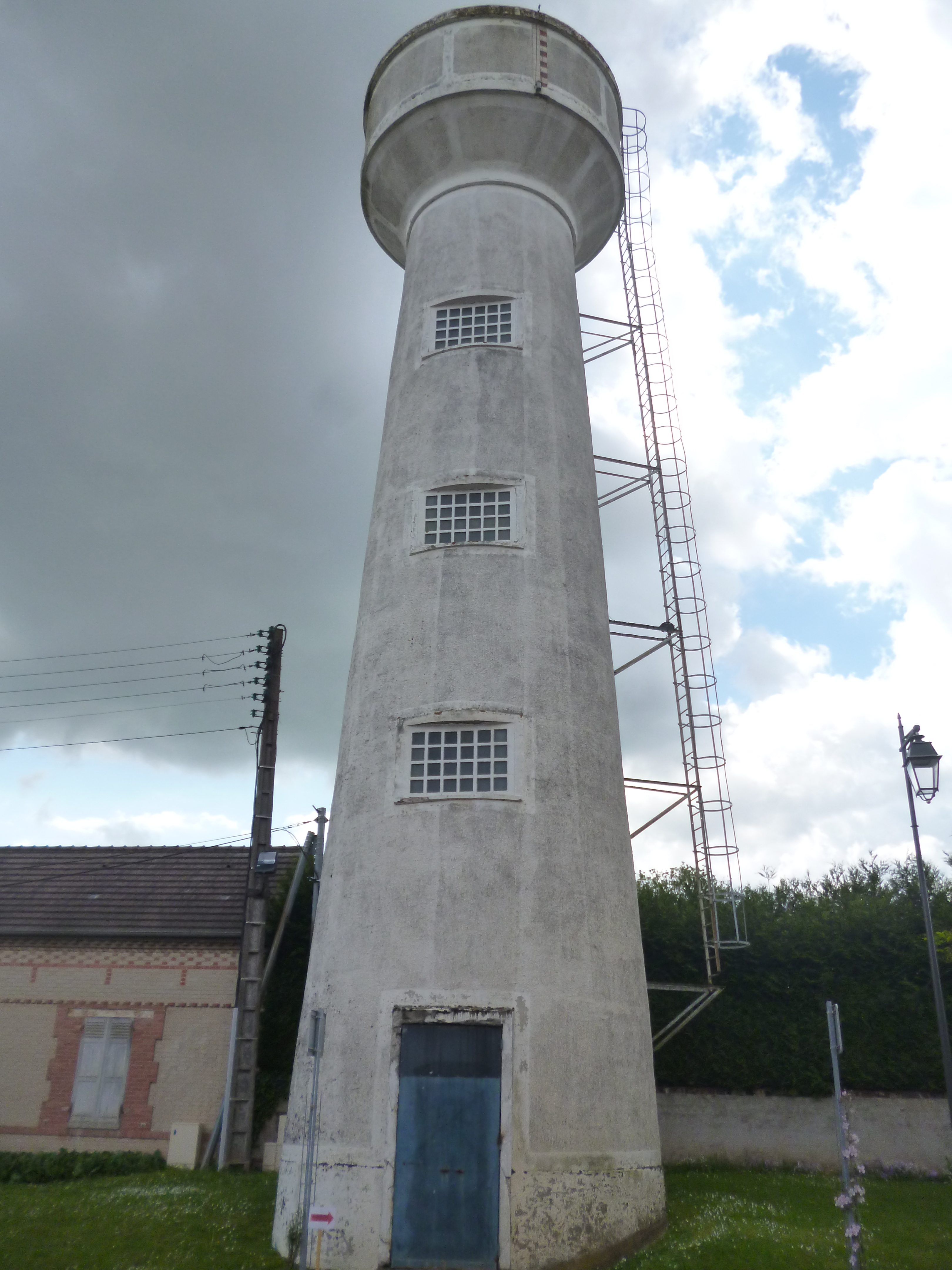
Wasserturm

## Belege
1. ↑  Royaucourt auf cassini.ehess.fr
2. ↑  Royaucourt auf insee.fr